# Sul Cearense
Sul Cearense is een van de zeven mesoregio's van de Braziliaanse deelstaat Ceará. Zij grenst aan de deelstaten Piauí in het westen, Pernambuco in het zuiden en Paraíba in het oosten en de mesoregio's Centro-Sul Cearense in het noorden en Sertões Cearenses in het noordwesten. De mesoregio heeft een oppervlakte van ca. 14.800 km². Midden 2004 werd het inwoneraantal geschat op 841.631.
Vijf microregio's behoren tot deze mesoregio:
- Barro
- Brejo Santo
- Cariri
- Caririaçu
- Chapada do Araripe

Mesoregio's: Centro-Sul Cearense · Jaguaribe · Metropolitana de Fortaleza · Noroeste Cearense · Norte Cearense · Sertões Cearenses · Sul Cearense

Microregio's: Baixo Curu · Baixo Jaguaribe · Barro · Baturité · Brejo Santo · Canindé · Cariri · Caririaçu · Cascavel · Chapada do Araripe · Chorozinho · Coreaú · Fortaleza · Ibiapaba · Iguatu · Ipu · Itapipoca · Lavras da Mangabeira · Litoral de Aracati · Litoral de Camocim e Acaraú · Médio Curu · Médio Jaguaribe · Meruoca · Pacajus · Santa Quitéria · Serra do Pereiro · Sertão de Crateús · Sertão de Inhamuns · Sertão de Quixeramobim · Sertão de Senador Pompeu · Sobral · Uruburetama · Várzea Alegre